# Pierre Geleyns
Pierre Victor Geleyns (Herent, 30 maart 1894 – Leuven, 196?) was een Belgisch militair gedurende de Eerste Wereldoorlog en verzetsstrijder gedurende de Tweede Wereldoorlog. In beide wereldoorlogen werd hij gevangengenomen en naar Duitsland gedeporteerd.

## Jeugd
Hij werd geboren te Herent als oudste kind in een gezin van vijf van Pierre Alfons Geleyns en Marie-Amélie Lemmens. Hij werd politieagent en huwde Marie-Sophie Laurent. Samen kregen ze een kind, dat nog minderjarig was in 1920. Laurent overleed gedurende de Eerste Wereldoorlog.

## Eerste Wereldoorlog
Op 5 augustus 1914, daags na het overschrijden van de Belgische grens door Duitse troepen, werd hij, na zich vrijwillig te hebben aangemeld bij het rekruteringsbureau te Leuven, ingelijfd in het Belgisch leger als soldaat tweede klasse. Hij werd ingedeeld in de eerste compagnie van het vijfde bataljon van het 9de Regiment de Ligne. Op 7 september 1914 viel hij in de handen van Duitse troepen en werd als krijgsgevangene geïnterneerd in een Duits krijgsgevangenekamp. Na de ondertekening van de wapenstilstand op 11 november 1918 was hij opnieuw een vrij man. Hij kwam terug in België aan op 8 december 1918 en werd gedemobiliseerd in een speciale recuperatiecompagnie te Leuven.

## Interbellum
Op 19 augustus 1919 nam hij onbepaald verlof in het Belgisch leger en keerde terug in actieve dienst op 1 april 1922, ditmaal als beroepssoldaat. Hij werd tewerkgesteld in het divisionair depot van de 9de legerdivisie.
Op 6 december 1922 kreeg Pierre Geleyns het bericht dat hij naar de maatstaven beschreven in een koninklijk besluit van 1919 geen frontstreep had verdiend. In 1947 zou hij uiteindelijk een frontstreep krijgen wegens zijn verdiensten in de Eerste Wereldoorlog. Op 4 december 1923 werd hij opnieuw overgeplaatst. Vanaf dan zou hij in het militair depot van het 3de Legerkorps werken.
Op 17 september 1930 hertrouwde Geleyns als weduwnaar met Emilienne Peridieus.
Op 1 juli 1937 werd hij overgeplaatst naar het Korps Automobiel Transport. Zijn functie als vrachtwagenchauffeur zou hem later als politiek gevangene het leven redden.

## Tweede Wereldoorlog
Hij was lid van het monarchistische Geheim Leger sinds maart 1941 met de rang van soldaat. In die hoedanigheid hielp Pierre Geleyns verschillende vluchtelingen en vervoerde met eigen wagen gewapende weerstanders voor het weghalen van ravitailleringszegels. Ook vervoerde hij twee Engelse piloten, één uit Binkom en een andere uit Waanrode, naar Leuven alwaar zij een veilig onderkomen vonden. Hij bezorgde tevens valse stempels van gemeenten voor het afleveren van valse identiteitsbewijzen, verschafte hulp aan ondergeduikten en hielp de sluikpers te verspreiden.
Geleyns werd aangehouden op 27 januari 1944 door de Duitse bezetter en opgesloten als politiek gevangene – niet als krijgsgevangene omdat België zich overgegeven had en bezet was - in fort Breendonk. Op 8 mei 1944 werd hij via een konvooi samen met andere gevangenen naar het concentratiekamp Buchenwald gestuurd.
Hij verbleef er niet lang, want op 23 mei 1944 werd hij van Buchenwald naar Dora verplaatst, oorspronkelijk een subkamp van Buchenwald. In oktober 1944 verkreeg Dora het statuut van onafhankelijk concentratiekamp onder de naam Mittelbau-Dora. Omwille van zijn technische specificaties als vrachtwagenchauffeur werd hij als arbeidskracht ingeschakeld om oorlogstuig voor het Duitse leger te bouwen in Mittelbau.
Op 3 april 1945 werd Pierre Geleyns bevrijd door Amerikaanse troepen. Het is niet bekend of hij had deelgenomen aan de dodenmarsen uit Mittelbau of ontsnapt was.

## Latere leven en dood
Hij overleefde beide wereldoorlogen en stierf in zijn woning te Leuven in de jaren 60.

## Onderscheidingen
- Ridder in de Orde van Leopold II met Palm
- Medaille van de Vrijwillige Strijders 1914-1918
- Overwinningsmedaille 1914-1918
- Medaille van de Weerstand (1914-1918)
- Herinneringsmedaille aan de Oorlog 1914-1918 met zilveren kroontje (drager nationale orde) en zwarte staafjes (krijgsgevangene)
- Oorlogskruis 1940-1945 met Palm
- Kruis van Politiek Gevangene van de Oorlog 1940-1945 met drie sterren
- Herinneringsmedaille van de Oorlog 1940-1945 met gekruiste sabels

In 1947 kreeg hij wegens zijn verdiensten in de Eerste Wereldoorlog - op aandringen van de Nationale Strijdersbond van België - van de minister van Landsverdediging een frontstreep, hoewel hij het merendeel van de oorlog in krijgsgevangenschap had doorgebracht.